# Deutsche Botschaft Nairobi
Die Deutsche Botschaft Nairobi ist die diplomatische Vertretung der Bundesrepublik Deutschland in der Republik Kenia mit Zuständigkeit auch für die Bundesrepublik Somalia und die Republik Seychellen sowie das Umweltprogramm der Vereinten Nationen (UNEP) und das Programm der Vereinten Nationen für menschliche Siedlungen (UN-HABITAT).

## Lage
Die Botschaft hat ihren Sitz im nordwestlichen Stadtteil Lavington der kenianischen Hauptstadt Nairobi. Die Straßenadresse lautet: Ludwig Krapf House, Riverside Drive 113, Nairobi.
Das Außenministerium ist 6 km, die Organisationen der Vereinten Nationen (UNEP und UN-HABITAT) 12 km und der Flughafen Nairobi 22 km entfernt.

## Aufgaben und Organisation
Die Botschaft Nairobi hat den Auftrag, die bilateralen Beziehungen zu den Gastländern zu pflegen, die deutschen Interessen gegenüber den Regierungen zu vertreten und die Bundesregierung über Entwicklungen in den Gastländern zu unterrichten. Sie gliedert sich in Referate für Politik, Wirtschaft, Kultur, Umwelt, Presse und Entwicklungszusammenarbeit (EZ). Schwerpunkt der EZ ist die Förderung der Jugendbeschäftigung insbesondere in Landwirtschaft sowie nachhaltige Wirtschaftsentwicklung. Auch wird die Korruptionsbekämpfung und der Bereich erneuerbare Energien unterstützt. Das Volumen der bilateralen staatlichen EZ liegt in der Summe bei über 1 Mrd. Euro.
An der Botschaft besteht ein Militärattachéstab. Der Dienstposten des Militärattachés ist durch einen Offizier im Rang eines Oberstleutnants besetzt.  Er ist in Ruanda, den Seychellen, Somalia, Tansania und Uganda nebenakkreditiert.
Die Botschaft Nairobi verfügt über eine Regionalarztdienststelle, die für Ost- und Zentralafrika und die Golfstaaten zuständig ist.
Der konsularische Amtsbezirk der Botschaft Nairobi umfasst neben Kenia auch Burundi, Eritrea, die Seychellen, Somalia und im Südsudan das Ilemi-Dreieck. Deutsche Staatsangehörige, die in diesem Amtsbezirk ansässig sind, können konsularische Dienstleistungen in der Botschaft erledigen lassen. Auch die Zuständigkeit für die Erteilung von Einreisevisa erstreckt sich über den gesamten Amtsbezirk. Es besteht ein telefonischer Bereitschaftsdienst für konsularische Notfälle täglich bis 24.00 Uhr.
In Mombasa ist ein Honorarkonsul ansässig.
Der Bedeutung und dem Umfang der Aufgaben der Botschaft entsprechend ist der Leiterposten nach Besoldungsgruppe B 6 der Bundesbesoldungsordnung eingestuft.

### Nebenakkreditierungen
Die Leiter der Botschaft sind in der Bundesrepublik Somalia und in der Republik Seychellen nebenakkreditiert. In Mahé (Seychellen) ist eine deutsche Honorarkonsulin ansässig.
Sie fungieren ferner als Ständige Vertreter bei dem in Nairobi ansässigen Umweltprogramm der Vereinten Nationen (UNEP) und dem Programm der Vereinten Nationen für menschliche Siedlungen (UN-HABITAT).

## Geschichte
Die Bundesrepublik Deutschland richtete am 7. September 1952 in Nairobi ein Generalkonsulat ein, das nach der Unabhängigkeit Kenias vom Vereinigten Königreich (12. Dezember 1963) am 18. Dezember 1963 in eine Botschaft umgewandelt wurde.
Die DDR und Kenia nahmen am 19. Mai 1975 diplomatische Beziehungen auf. Seitens der DDR wurde der Botschafter in Addis Abeba (Äthiopien) nebenakkreditiert.